# Works Volume 1

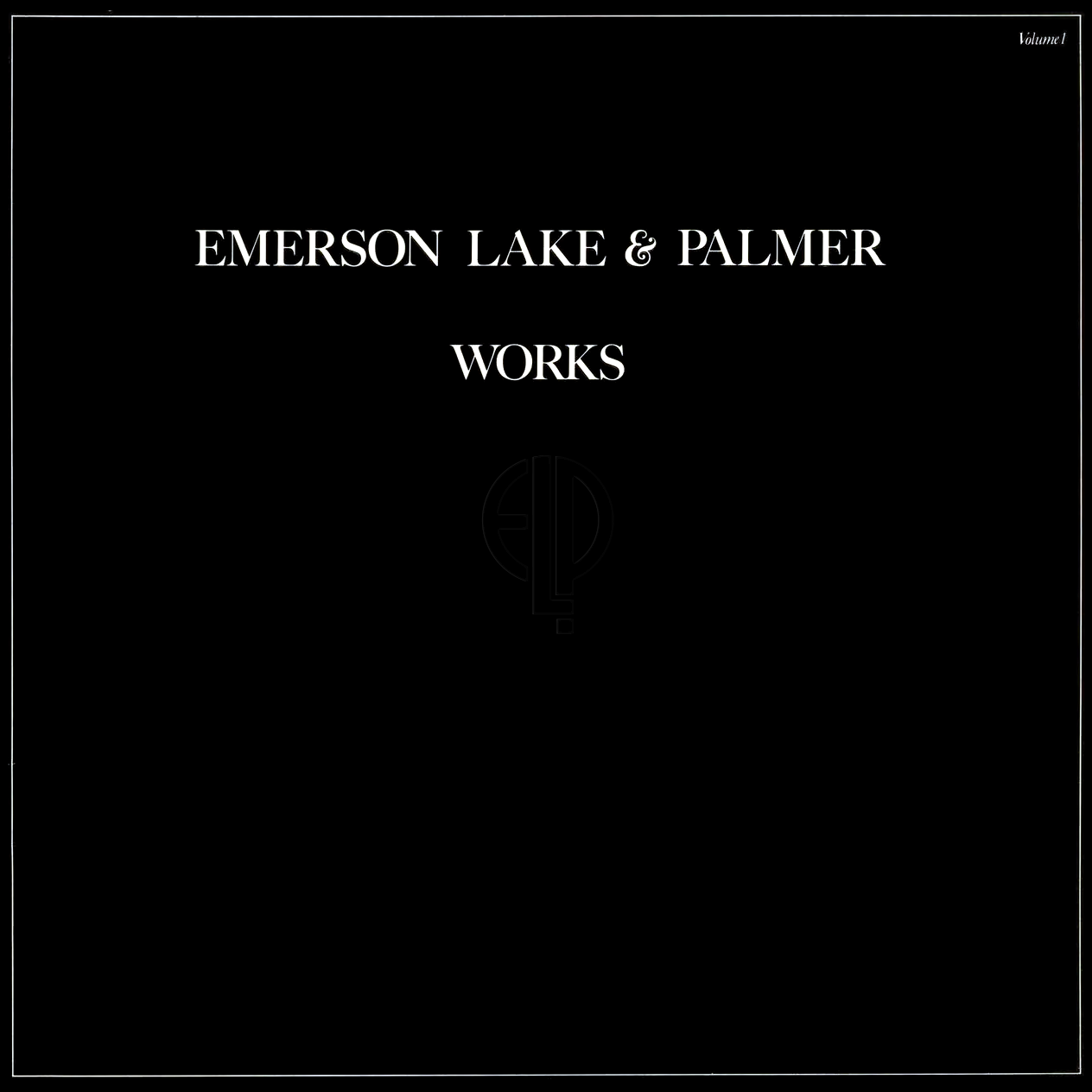
Copertina dell'album

Works Volume 1 è il settimo album di Emerson, Lake & Palmer, uscito nel 1977 a tre anni di distanza dal precedente.

## Brani
L'album è doppio, ma delle quattro facciate solo una è attribuita al gruppo mentre in ciascuna delle altre uno dei tre musicisti propone del materiale proprio. Il lato A del primo disco è a nome Keith Emerson, che presenta Piano Concerto No.1, appunto un concerto classico per pianoforte e orchestra. Emerson si avvale della collaborazione della London Philharmonic Orchestra diretta da John Mayer.
Greg Lake, sul lato B del primo disco, offre cinque canzoni nel suo tipico stile fatto di romanticismo e richiami classici. Esemplificativo in questo senso è il brano C'est la vie. Anche Lake utilizza un'orchestra, in questo caso l'Orchestre de l'Opéra de Paris diretta da Godfrey Salmon, mentre Pete Sinfield collabora ai testi.
Il lato A del secondo disco è di Carl Palmer. I lavori del batterista, interamente strumentali, si basano prevalentemente su atmosfere a metà tra il jazz e il rock ed includono due rielaborazioni di brani classici: la rilettura in chiave rock di un estratto dalla Scythian Suite di Prokof'ev e la trascrizione per marimba e archi di un'Invenzione a due voci di Bach. Il brano L.A. Nights vede la partecipazione di Joe Walsh degli Eagles alla chitarra, mentre Keith Emerson vi suona le tastiere. Food for Your Soul è un brano per big band che offre a Palmer il pretesto per virtuosismi solistici alla batteria. Chiude la facciata una nuova versione di Tank (dal primo album del gruppo) qui ri-arrangiata per orchestra e batteria, ma senza l'assolo di Palmer dell'originale; Emerson vi contribuisce con il solo conclusivo al sintetizzatore.
La quarta facciata vede infine il gruppo al completo eseguire due lunghi brani: lo strumentale Fanfare for the Common Man di Aaron Copland (autore del quale il trio aveva già ripreso, nell'album Trilogy, il brano Hoedown dal balletto Rodeo) e Pirates, sorta di mini-musical su testo di Lake e Pete Sinfield. Anche in questi brani viene impiegata l'Orchestre de l'Opéra de Paris condotta da Salmon. Il direttore seguirà il trio anche nei concerti con orchestra del 1977 e collaborerà tre anni più tardi ancora con Emerson per le parti orchestrali della colonna sonora del film Inferno, diretto da Dario Argento.

## Tracce
Lato A – Keith Emerson
Musiche di Keith Emerson.
Piano Concerto No. 1
1. First Movement: Allegro Giojoso – 9:24
2. Second Movement: Andante Molto Cantabile – 2:12
3. Third Movement: Toccata con Fuoco – 6:52

Lato B – Greg Lake
Testi di Peter Sinfield, musiche di Greg Lake.
1. Lend Your Love to Me Tonight – 4:05
2. C'est la Vie – 4:20
3. Hallowed Be Thy Name – 4:38
4. Nobody Loves You Like I Do – 4:00
5. Closer to Believing – 5:34

Lato C – Carl Palmer
1. The Enemy God Dances with the Black Spirits (Excerpt from The Scythian Suite – 2nd Movement, strumentale) – 3:21 (musica: Sergej Sergeevič Prokof'ev, arr. Carl Palmer)
2. L.A. Nights (strumentale) – 5:47 (musica: Palmer, Keith Emerson)
3. New Orleans (strumentale) – 2:50 (musica: Palmer)
4. Two Part Invention in D Minor (strumentale) – 1:58 (musica: Johann Sebastian Bach, arr. Palmer)
5. Food for Your Soul (strumentale) – 4:02 (musica: Palmer, Harry South)
6. Tank (strumentale) – 5:12 (musica: Emerson, Palmer)

Lato D – Emerson, Lake & Palmer
1. Fanfare for the Common Man (strumentale) – 9:45 (musica: Aaron Copland, arr. Emerson, Lake & Palmer)
2. Pirates – 13:19 (testo: Lake, Sinfield – musica: Emerson)

## Formazione
Gruppo
- Keith Emerson – pianoforte, tastiere
- Greg Lake – basso, chitarra, voce
- Carl Palmer – batteria, percussioni

Altri musicisti
- Joe Walsh – chitarra elettrica, scat (traccia: C2)
- James Blades – marimba (traccia: C4)
- London Philharmonic Orchestra diretta da John Mayer (tracce: A1-2-3)
- Orchestra dell'Opéra national de Paris diretta da Godfrey Salmon (lati B e D)